# Oude stadhuis (Breda)

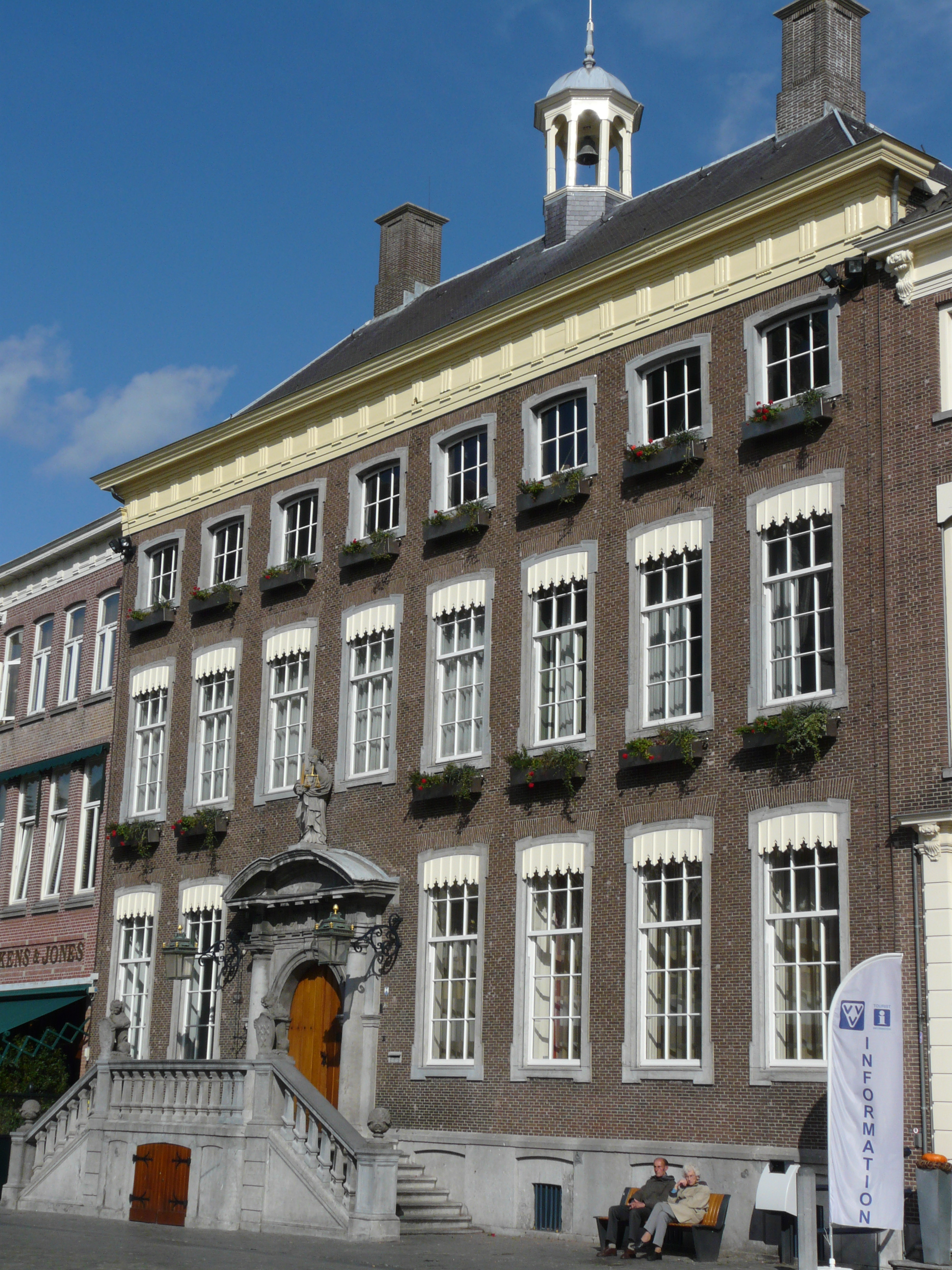
Oude stadhuis aan de Grote Markt Breda

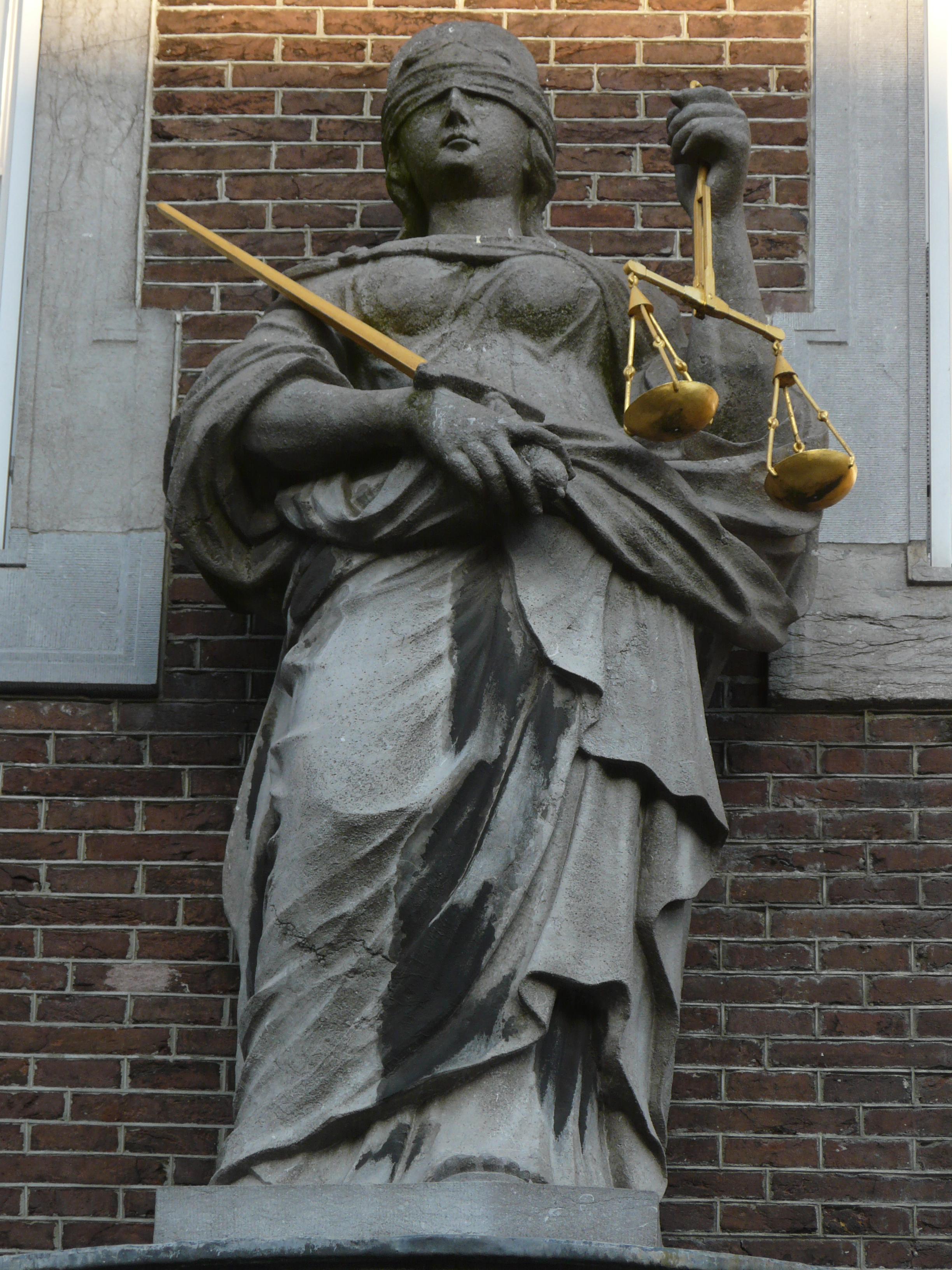
Detail Gevel Stadhuis

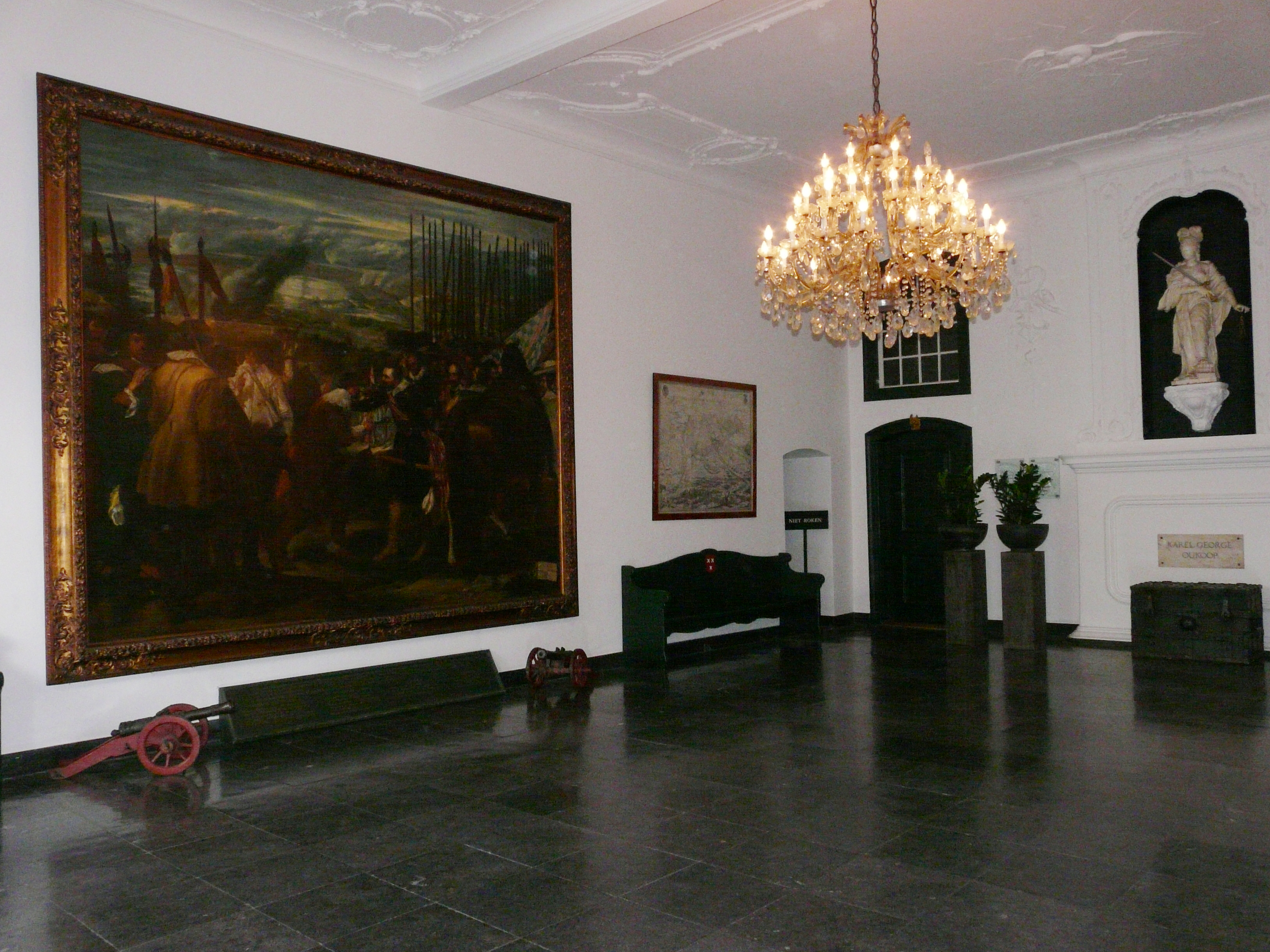
Interieur

Het stadhuis van Breda staat op de Grote Markt in het centrum van Breda. Dit historische gebouw heeft een trap aan de voorkant. Hier vinden trouwerijen van de Bredase burgers plaats en ontvangsten van de burgemeester van Breda. Ernaast ligt een klein straatje met poort om aan de achterzijde van het stadhuis te komen.
Het stadhuis heeft een stenen bordestrap met op de balustrade, leeuwen die de wapens van Breda en Brabant dragen. In het stadhuis is een hal en een trappenhuis.
Aan de achterzijde van het stadhuis werd aan twee kanten van het Stadserf, te bereiken door een poort, twee nieuwe vleugels gebouwd met een trouwzaal, raadszaal en werkkamers. Het pand het Liggend Hert werd ingericht tot wethouders- en collegekamers. Aan de achterzijde van het stadhuis op het Stadserf staat het beeld de Turfschipper van het Turfschip van Breda met schipper Adriaan van Bergen.
Binnen in het stadhuis hangt de tweede kopie van het schilderij van de overgave van Breda.
Het gebouw heeft de status rijksmonument.

## Geschiedenis
Het eerste stadhuis is gebouwd in de 13de eeuw toen Breda stadrechten kreeg. In 1534 is het ingestort wegens brand. De façade werd in de 18de eeuw gebouwd. Vroeger waren dit drie huizen, het oude raadhuis en twee huizen, het Cleijne Raedthuis en Huize Vogelsanck. Bij de verbouwing van 1766-1768 is er door Philip Willem Schonck één gevel voorgezet waardoor het van buiten een geheel lijkt.
Boven de ingang staat een beeld van een vrouw met een blinddoek en een weegschaal, vrouwe Justitia. Tot de Franse tijd werd er ook recht gesproken in het stadhuis. In een vierschaar in de hal bevonden zich de schepenen, de griffier en de schout. Aan het eind van de 19de eeuw verhuist het recht naar het Gerechtsgebouw Breda aan de Kloosterlaan.

## Trivia
Het moderne gemeentehuis is samen met het stadskantoor, waar alle publieksdiensten worden afgehandeld, gevestigd aan de Claudius Prinsenlaan 10 bij het Chasséveld.